# Entrenador del Año de la VTB United League

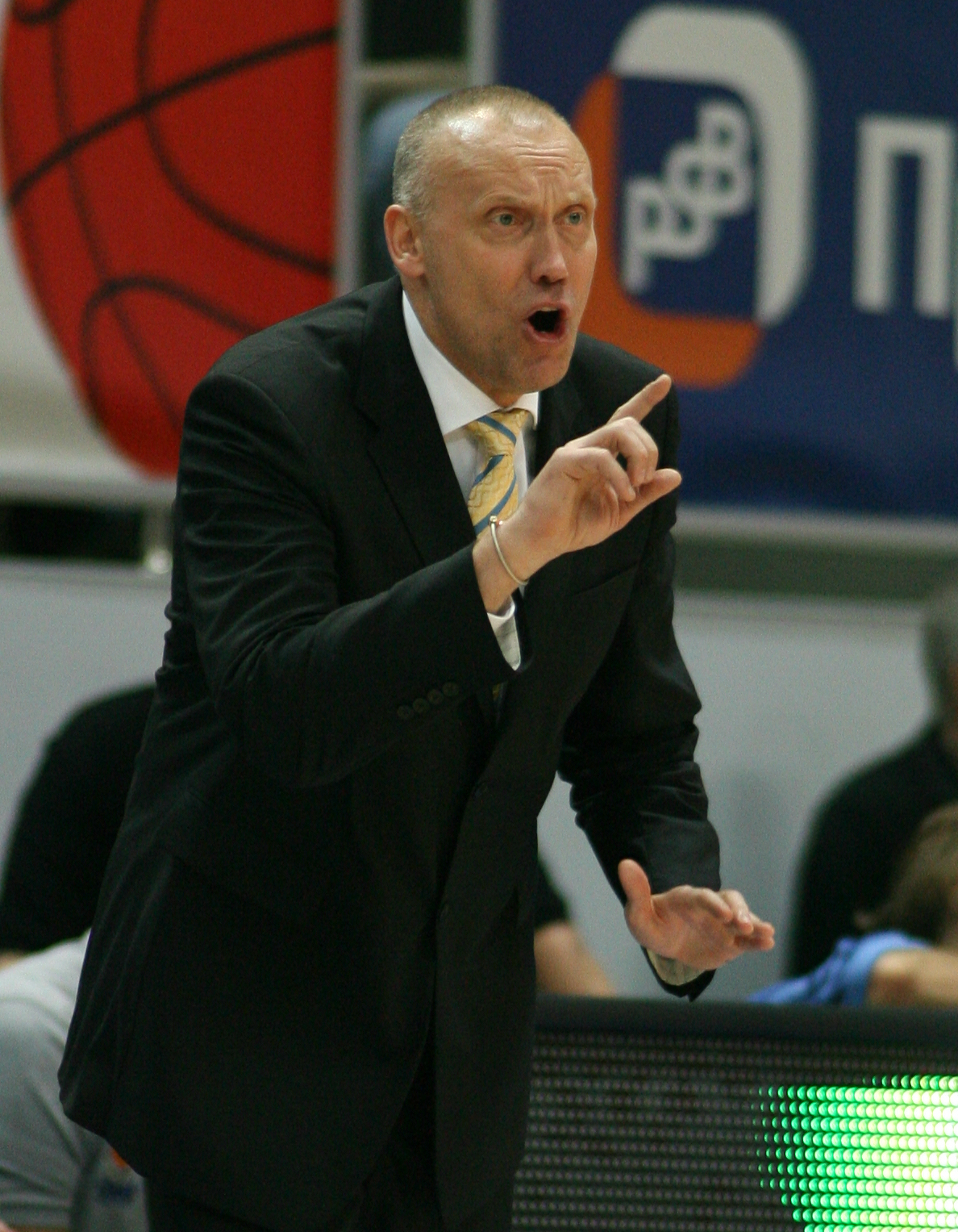
Rimas Kurtinaitis fue el primer ganador en 2014

El premio al Entrenador del Año de la VTB United League  (en inglés, VTB United League Coach of the Year) es un galardón que otorga la VTB United League desde el año 2014 al mejor entrenador de la competición. Se anuncia el ganador tras la temporada regular.

## Palmarés
| Temporada | Entrenador                                   | Nacionalidad                                 | Equipo                                       | Ref(s)                                       |                                              |
| --------- | -------------------------------------------- | -------------------------------------------- | -------------------------------------------- | -------------------------------------------- | -------------------------------------------- |
| 2013–14   | Rimas Kurtinaitis                            | Lituania                                     | Khimki (Rusia)                               | [ 1 ]                                        |                                              |
| 2014–15   | Dimitrios Itoudis                            | Grecia                                       | CSKA Moscú (Rusia)                           | [ 2 ]                                        |                                              |
| 2015–16   | Vasily Karasev                               | Rusia                                        | Zenit Saint Petersburg (Rusia)               | [ 3 ]                                        |                                              |
| 2016–17   | Dimitrios Itoudis (2×)                       | Grecia                                       | CSKA Moscú (Rusia)                           | [ 4 ]                                        |                                              |
| 2017–18   | Dimitrios Itoudis (3)                        | Grecia                                       | CSKA Moscú (Rusia)                           | [ 5 ]                                        |                                              |
| 2018–19   | Emil Rajković                                | Macedonia del Norte                          | Astana (Kazajistán)                          | [ 6 ]                                        |                                              |
| 2019–20   | No se concedió debido a la pandemia COVID-19 | No se concedió debido a la pandemia COVID-19 | No se concedió debido a la pandemia COVID-19 | No se concedió debido a la pandemia COVID-19 | No se concedió debido a la pandemia COVID-19 |
| 2020–21   | Xavi Pascual                                 | España                                       | Zenit (Rusia)                                | [ 7 ]                                        |                                              |
| 2021–22   | Dimitrios Itoudis (4)                        | Grecia                                       | CSKA Moscú (Rusia)                           | [ 8 ]                                        |                                              |
| 2022–23   | Emil Rajković (2)                            | Macedonia del Norte                          | CSKA Moscú (Rusia)                           | [ 9 ]                                        |                                              |
| 2023–24   | Velimir Perasović                            | Croacia                                      | UNICS Kazan (Rusia)                          | [ 10 ]                                       |                                              |